# 查無此心
《查無此心》（英語：The Abandoned）是一部2022年臺灣犯罪懸疑驚悚片，由曾英庭執導並與楊貽茜、林品君、許世輝共同編劇，張鈞甯和阮經天主演。劇情講述一名自殺未果的女警得與菜鳥刑警合作，解決一樁無名流水女屍案。
電影在2022年10月22日於倫敦東亞影展（London East Asia Film Festival）舉行世界首映，同年11月5日登上台北金馬影展放映，2023年9月8日在臺灣院線上映。《查無此心》入圍第59屆金馬獎五項大獎；入圍台北電影獎12項大獎，並贏得其中的最佳配樂以及最佳造型設計獎。

## 劇情
一年前，第二分局偵查隊副隊長吳潔在賭場外守了一整夜，但到頭來一無所獲。不久之後，她接到了心碎的消息：她的丈夫，同為隊裡的同仁，因憂鬱症在車內舉槍自盡。遺書上寫著「對不起！吳潔。弄髒你的車」。當她趕到案發現場，看到愛人的遺容，她崩潰地痛哭。她試圖靠近丈夫的遺體，但被同事緊緊抱住，拉離現場。從那之後，失魂落魄的吳潔總是選擇在那輛車內度夜，仿佛與丈夫仍有著難斷的情絲。
一年後的跨年夜，吳潔得到了隊長的休假，她開車來到了河堤，想要選擇與丈夫相同的方式、在同一地點結束自己的生命。然而，她的計劃被一起無名流水女屍事件的發現打斷。發現屍體的民眾敲打她的車窗，她因為驚嚇導致槍走火，這讓隊長知道了她原本打算的意圖。
看似意外的死因，卻發現女屍不僅心臟被取走，還少了一根手指。這明顯是一場謀殺。但從這具屍體上，警方卻毫無線索。此時，警方接到一通匿名電話，使得案情愈加錯綜複雜。吳潔推測，棄屍的人不是真正的兇手。林佑生因為在工廠裡發現的女屍而陷入困境。為了躲避警方，他獨自將屍體藏在山上。與此同時，他的女友瓦莉失聯了。吳潔找上林佑生，希望他能確認一具屍體的身份，結果那屍體竟然是瓦莉。於是，林佑生成為了這一系列謀殺案的頭號嫌疑犯。

## 演員
- 張鈞甯飾演吳潔：喪夫警察，第二分局偵查隊副隊長。
- 阮經天飾演林佑生：非法移工仲介。
- 項婕如飾演蔡瑋姍：第二分局偵查隊的菜鳥刑警。
- 游安順飾演范長福：相館老闆。
- 薛仕凌[8]飾演黃東棋：計程車司機。
- 莎吉·阿皮旺（Sajee Apiwong）[7]飾演：泰國女孩，來台尋找失聯姊姊。
- 陳為民飾演曾德輝：第二分局偵查隊隊長。
- 黃鐙輝飾演痞子豪：第二分局偵查隊刑警。
- 傅孟柏飾演楊振國：第二分局偵查隊刑警，吳潔逝世的丈夫。
- 宋少卿飾演：法醫

## 拍攝地點
- 臺中沙鹿龍崗南坑[9]
- 臺中市政府警察局豐原分局
- 臺中正德醫院
- 高鐵台中站
- 新北市三重區光興陸橋
- 桃園市中壢區中山東路一段、普義路交叉口（中原陸橋下）
- 新竹縣頭前溪豆腐岩

## 發行
《查無此心》2022年10月22日在倫敦東亞影展（London East Asia Film Festival）競賽單元舉行世界首映，同年11月5日登上台北金馬影展放映。電影2023年9月8日在臺灣院線上映。上映首週台北票房達166萬新臺幣，位居當週票房第三。
《查無此心》於2023年11月11日以《追緝》之片名在中國大陸上映。

## 獎項
| 頒獎單位              | 獎項         | 入圍者                         | 結果 | 來源          |
| --------------------- | ------------ | ------------------------------ | ---- | ------------- |
| 第59屆金馬獎          | 最佳新導演   | 曾英庭                         | 提名 | [ 14 ]        |
| 第59屆金馬獎          | 最佳美術設計 | 葉子瑋                         | 提名 | [ 14 ]        |
| 第59屆金馬獎          | 最佳造型設計 | 施筱柔、張甫丞                 | 提名 | [ 14 ]        |
| 第59屆金馬獎          | 最佳動作設計 | 洪昰顥                         | 提名 | [ 14 ]        |
| 第59屆金馬獎          | 最佳音效     | 高偉晏、蔡篤易、鄭元凱         | 提名 | [ 14 ]        |
| 第59屆金馬獎          | 費比西獎     | 曾英庭                         | 提名 | [ 14 ]        |
| 台北電影獎            | 最佳劇情長片 | 《查無此心》                   | 提名 | [ 15 ] [ 16 ] |
| 台北電影獎            | 最佳導演     | 曾英庭                         | 提名 | [ 15 ] [ 16 ] |
| 台北電影獎            | 最佳編劇     | 楊貽茜、林品君、許世輝、曾英庭 | 提名 | [ 15 ] [ 16 ] |
| 台北電影獎            | 最佳女主角   | 張鈞甯                         | 提名 | [ 15 ] [ 16 ] |
| 台北電影獎            | 最佳男配角   | 陳為民                         | 提名 | [ 15 ] [ 16 ] |
| 台北電影獎            | 最佳攝影     | 劉至桓、劉宸瑋                 | 提名 | [ 15 ] [ 16 ] |
| 台北電影獎            | 最佳剪輯     | 廖慶松、李俊宏                 | 提名 | [ 15 ] [ 16 ] |
| 台北電影獎            | 最佳配樂     | 楊琬茜                         | 獲獎 | [ 15 ] [ 16 ] |
| 台北電影獎            | 最佳美術設計 | 葉子瑋                         | 提名 | [ 15 ] [ 16 ] |
| 台北電影獎            | 最佳造型設計 | 施筱柔、張甫丞                 | 獲獎 | [ 15 ] [ 16 ] |
| 台北電影獎            | 最佳聲音設計 | 高偉晏、蔡篤易、鄭元凱         | 提名 | [ 15 ] [ 16 ] |
| 台北電影獎            | 最佳視覺效果 | Jonah West、王柏欣             | 提名 | [ 15 ] [ 16 ] |
| 第5屆台灣影評人協會獎 | 最佳導演     | 曾英庭                         | 提名 |               |
| 第5屆台灣影評人協會獎 | 最佳劇本     | 曾英庭、楊貽茜、林品君、許世輝 | 提名 |               |
| 第5屆台灣影評人協會獎 | 最佳女演員   | 張鈞甯                         | 提名 |               |

## 外部連結
- 互联网电影数据库（IMDb）上《查無此心》的资料（英文）
- 查無此心的Facebook專頁
- 開眼電影網上《查無此心》的資料（繁體中文）